# Tomorrow’s Modern Boxes
Tomorrow’s Modern Boxes (с англ. — «Современные коробки завтрашнего дня») — второй сольный альбом солиста группы Radiohead Тома Йорка, выпущенный 26 сентября 2014 года. Он был выпущен продюсером группы Radiohead Найджелом Годричем в сотрудничестве с художником Radiohead Стэнли Донвудом. Альбом сочетает вокал Йорка и игру на пианино с электронными ритмами и текстурами.
Йорк выпустил Tomorrow’s Modern Boxes независимо через платный пакет BitTorrent. Он и Годрич выразили желание найти «эффективный способ передачи контроля в сфере интернет-торговли людям, которые создают произведения». Альбом был скачан более миллиона раз в течение шести дней после выпуска и стал самым скачиваемым легальным торрентом 2014 года; к февралю 2015 года его скачали более 4,5 миллионов раз.
Виниловое издание также было продано с официального сайта. В декабре 2014 года Йорк выпустил «Tomorrow’s Modern Boxes» в онлайн-магазине музыки Bandcamp вместе с новой песней «Youwouldnot likemewhenI’mangry» (с англ. — «Я бы не понравился тебе, когда я злой»). Альбом получил в основном положительные отзывы, и журнал Rolling Stone назвал его одним из лучших в 2014 году. Альбом был выпущен в формате компакт-диска в Японии в 2015 году компанией Hostess Entertainment, и в 2017 году он был переиздан в физических форматах по всему миру лейблом XL Recordings .

## Запись

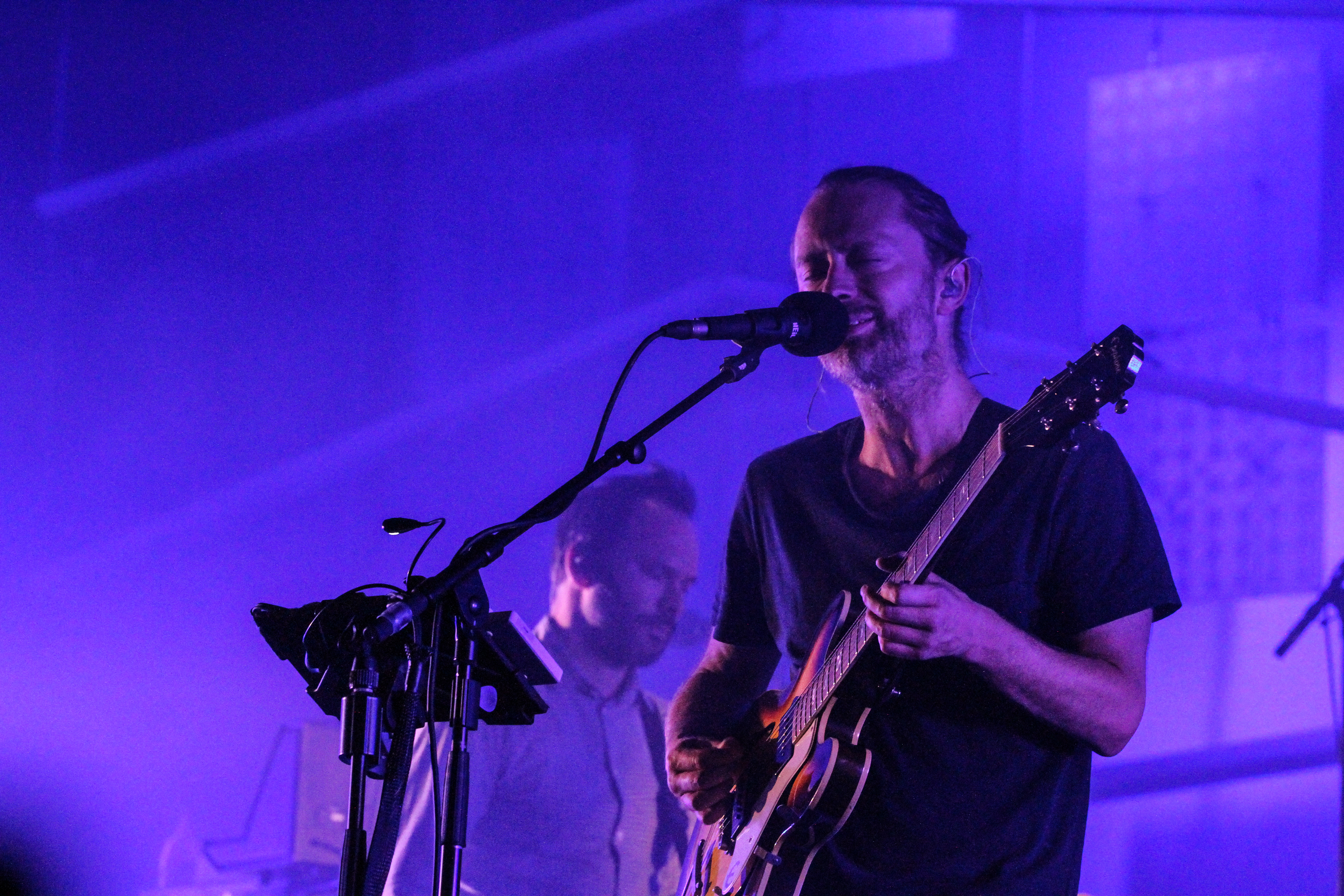
Йорк (впереди) и продюсер Годрич (сзади) выступают с Atoms for Peace в 2013 году

В 2013 году Йорк написал музыку для The UK Gold, документального фильма об уклонении от уплаты налогов в Великобритании; саундтрек включает в себя раннюю версию трека из альбома Tomorrow’s Modern Boxes «A Brain in a Bottle» (рус. «Мозг в бутылке»). В следующем году элементы альбома Tomorrow’s Modern Boxes были использованы в саундтреке ко второй версии приложения группы Radiohead «Polyfauna», выпущенной 1 сентября 2014 года до анонса альбома. Приложение для телефонов на базе Android и iOS представляет собой «экспериментальное сотрудничество» между группой Radiohead и британской студией цифрового искусства Universal Everything. Позже в том же месяце Йорк опубликовал фотографию неопознанной виниловой пластинки в Tumblr, что вызвало предположение СМИ о новом релизе.

## Выпуск
В 2007 году группа «Radiohead» выпустила альбом In Rainbows, это было независимо платное скачивание, пользователи платили столько, сколько считали нужным. Мэтт Мейсон, директор по контенту BitTorrent Inc, почувствовал, что релиз является «золотым стандартом для того, как сделать что-либо напрямую для поклонников в сети Интернет», и начал переговоры с менеджерами группы Radiohead относительно будущего распространения музыки в сети Интернет.
В 2013 году солист группы Radiohead Том Йорк и продюсер Radiohead Найджел Годрич выразили обеспокоенность тем, как Интернет повлиял на музыкальный бизнес, и обвинили службу стриминга музыки Spotify в том, что она не дает справедливой выплаты компенсации новым артистам. Годрич заявил: «[Стриминг] не может работать как способ поддержки новых исполнителей. Spotify и тому подобные сервисы либо должны учесть этот факт и изменить модель для новых выпусков, либо все новые музыкальные продюсеры должны быть смелыми и уходить». Мейсон сказал газете The Guardian, что «альбом „Tomorrow’s Modern Boxes“ родился из наших разговоров о том, как Интернет должен работать для исполнителей: мы разделяем мысль о том, что в настоящее время у нас нет устойчивой бизнес-модели для исполнителей в сети Интернет».
Йорк и продюсер Найджел Годрич объявили о выпуске альбома «Tomorrow’s Modern Boxes» 26 сентября 2014 г. Он был выпущен в тот же день по протоколу однорангового обмена файлами BitTorrent с использованием инициативы «связок» BitTorrent Inc, посредством которой создатели распределяют результаты работы в упакованных торрент-файлах. Это был первый альбом, который использовал платную функцию «Pay-Gate» в BitTorrent; клиенты заплатили 6 долларов США (£ 3.69), чтобы загрузить торрент-пакет «Tomorrow’s Modern Boxes», содержащий восемь файлов MP3, обложку Стэнли Донвуда и видеоклип на песню «A Brain in a Bottle» с участием Йорка в боксерских перчатках. Пользователи также могли скачать бесплатную торрент-связку, содержащую только MP3 и видео на песню «A Brain in a Bottle», или заказать виниловое делюкс-издание, упакованное в антистатический пакет.
В пресс-релизе при выпуске альбома Йорк и Годрич написали:
| « | Это эксперимент, с помощью которого мы увидим, будет ли механика системы чем-то, что широкая публика сможет понять… Если она работает хорошо, это может быть эффективным способом передачи некоторого контроля в сфере интернет-торговли людям, которые создают работу. Предоставление возможности тем людям, которые делают музыку, видео или любой другой вид цифрового контента, продавать его самостоятельно. В обход избранных привратников. Если система будет работать, любой может сделать это точно так же, как мы. | » |

### Другие форматы
26 декабря 2014 года Йорк выпустил альбом Tomorrow’s Modern Boxes в форматах MP3 и FLAC за £ 3,86 в музыкальном онлайн-магазине Bandcamp. Он также выпустил новую песню для бесплатного скачивания «Youwould not like mewhenI’mangry», которую Годрич назвал «дополнением» к альбому. 30 июня 2015 года альбом «Tomorrow’s Modern Boxes» стал доступен для трансляции с запуском Apple Music, службы потоковой передачи Apple. Версия на компакт-диске была выпущена в Японии компанией Hostess Entertainment в августе 2015 года. 8 декабря 2017 года альбом был переиздан на компакт-диске и виниле лейблом XL Recordings и добавлен к другим потоковым сервисам, включая Spotify, наряду с остальной частью сольной работы Йорка.

## Музыка
Альбом Tomorrow’s Modern Boxes сочетает вокал Йорка и игру на фортепиано с электронными ритмами и текстурами. Критики описали его как «жуткий» и «невротический», с «тихим, подавленным чувством страха». AV Club сравнил эту музыку с треками Radiohead «Like Spinning Plates» (рус. «Как вращающиеся тарелки») (из альбома Amnesiac 2001 года ) и «The Gloaming» (рус. «Сумерки») (из альбома Hail to the thief 2003 года).
Открывающий альбом трек «A Brain in a Bottle» сочетает фальцет Йорка с запинающимся ритмом и осцилляторными эффектами «старой школы». Басист Radiohead, Колин Гринвуд написал программу для битов к треку «Guess Again!» (рус.«Угадай снова!»), которая включает звук «расстроенного, распадающегося» пианино и «хрустящие» биты . «Interference» (рус. «Вторжение») — это минималистическая «любовная песня с бормотанием» и с «холодными» клавишами для синтезатора. Журнал Slant Magazine описал трек «The Mother Lode» (рус. «Золотая жила») как мелодичный и вдохновленный дабстепом с «опьяняющим» домашним ритмом. Вторая половина альбома включает десятиминутную эмбиент-часть во главе с циклическим треком «There Is No Ice (For My Drink)» (рус. «Нет льда (для моего напитка)». Журнал Rolling Stone описал последний трек «Nose Grows Some» (рус. «Нос растет немного»), как «пропитанный ужасом гимн эмоционального поражения», сравнивая его с предпоследним треком «Motion Picture Soundtrack» (рус. «Саундтрек к кинофильму») из альбома Kid A (2000) группы Radiohead

## Продажи
В течение первых 24 часов после выпуска альбом Tomorrow’s Modern Boxes был скачан более 100 000 раз, а в первые шесть дней — более миллиона раз. Если исключить интернет-пиратство, это был самый скачиваемый торрент-альбом 2014 года. К февралю 2015 года его скачали более 4,5 миллионов раз. Эти цифры включают в себя загрузку бесплатного торрент-пакета, содержащего только MP3 «A Brain in a Bottle» и музыкальное видео; данные о продажах полного комплекта альбома не были опубликованы.
Stereogum и Gigaom подсчитали, что Йорк, возможно, мог заработать 20 миллионов долларов от релиза; это больше, чем он мог бы заработать, выпуская традиционный альбом. В Stereogum писали, что «такая стратегия выпуска альбомов работает только для артистов, которые уже астрономически известны, но приветствуют Тома Йорка, поскольку он нашел способ сохранить деньги, сохраняя при этом свою художественную независимость». Тем не менее в Billboard утверждали, что предположительное соотношение людей, заплативших за полный альбом, можно сравнить с количеством подписчиков на Spotify и Pandora Radio, доход от 1 до 6 миллионов долларов был более вероятным: «Это неплохо для самостоятельно выпущенного, адресованного напрямую поклонникам альбома, который позволил Йорку обойти крупные магазины загрузки и собрать информацию о покупателях, но это также не главная голливудская роль».
В ноябре 2015 года, когда у Йорка спросили, был ли выпуск на BitTorrent успешным, он ответил: «Нет, не совсем. Но я хотел, чтобы это был эксперимент… Я хотел показать, что теоретически сегодня можно проследить всю цепочку звукозаписи от начала до конца самостоятельно. Но на практике все совсем по-другому. Мы не можем быть обременены всеми обязанностями звукозаписывающего лейбла. Но я рад, что сделал это, потому что попытался».

## Отзывы критиков
| Совокупная оценка    | Совокупная оценка |
| Источник             | Оценка            |
| -------------------- | ----------------- |
| Metacritic           | 72/100            |
| Оценки критиков      |                   |
| Источник             | Оценка            |
| AllMusic             | [ 31 ]            |
| The A.V. Club        | B−                |
| Consequence of Sound | C+                |
| Entertainment Weekly | B+                |
| Exclaim!             | 7/10              |
| The Guardian         | [ 36 ]            |
| NME                  | 7/10              |
| Pitchfork            | 6.3/10            |
| Rolling Stone        | [ 21 ]            |
| Slant Magazine       | [ 38 ]            |

 На сайте Metacritic, который присваивает средневзвешенный рейтинг из 100 обзоров от основных критиков, альбом Tomorrow’s Modern Boxes имеет средний балл 72 на основе 29 критических обзоров, что указывает на «благоприятные отзывы в целом».
Критик AllMusic Стивен Томас Эрлвейн описал альбом как «намеренно не вызывающего восторга, старомодного производителя, который не пугается при первом прослушивании, а довольно медленно открывается… вместо того, чтобы погрязнуть в отчуждении, Йорк нашел утешение в „Tomorrow’s Modern Boxes“, и разница ощутима». Роб Шеффилд из журнала Rolling Stone написал, что альбом «Tomorrow’s Modern Boxes» «требует глубокого прослушивания» и дал высокую оценку треку «Nose Grows Some», назвав его самым сильным треком. Позднее журнал «Rolling Stone» назвал альбом 30-м по счету из лучших альбомов 2014 года. Критик Slant Magazine Франклин Джонс писал: «Это паранойя с душой, а иногда и с сердцем… Альбом „Tomorrow’s Modern Boxes“ поддерживает элементы товарного знака, вводя экспериментальные моменты». Барри Николсон из журнала NME писал: «Вряд ли это любовь с первого прослушивания … Но при повторном прослушивании в альбоме начинает открываться новое, и он очаровывает вас».
AV Club положительно отозвался об альбоме, но написал: «Если не считать проблесков таланта, результат звучит ужасно, как будто Йорк записал этот альбом на скорую руку, чтобы скоротать время, прежде чем углубиться в новый альбом „Radiohead“». Марк Бомонт из газеты «The Guardian» назвал альбом «обманчиво неодоцененным», но сказал, что его нетрадиционный выпуск был «более впечатляющим, чем продукт». Ларри Фицморис из электронного журнала Pitchfork писал: «Здесь очень мало мелодии и чувств, за которые можно уцепиться, и вряд ли вы будете напевать песни из этого альбома. Тем не менее некоторые элементы альбома „Tomorrow’s Modern Boxes“, если им уделить должное внимание, могут доставить удовольствие». Крис Бартон из газеты Los Angeles Times счел альбом слишком похожим на сольный альбом Йорка 2006 года «The Eraser» (Ластик) и его работу с группой «Atoms for Peace » («Атом для мира»), написав следующее: «просто немного разочаровывает, что путь Йорка в новых направлениях кажется коротким».

## Список композиций
Слова и музыка всех песен — Треки сочинены Томом Йорком и Найджелом Годричем, кроме трека «Guess Again!», который сочинен Томом Йорком, Найджелом Годричем и Колином Гринвудом.
| №                   | Название                         | Длительность |
| ------------------- | -------------------------------- | ------------ |
| 1.                  | «A Brain in a Bottle»            | 4:41         |
| 2.                  | «Guess Again!»                   | 4:24         |
| 3.                  | «Interference»                   | 2:49         |
| 4.                  | «The Mother Lode»                | 6:07         |
| 5.                  | «Truth Ray»                      | 5:14         |
| 6.                  | «There Is No Ice (For My Drink)» | 7:00         |
| 7.                  | «Pink Section»                   | 2:35         |
| 8.                  | «Nose Grows Some»                | 5:23         |
| Общая длительность: | Общая длительность:              | 38:13        |

## Состав
Взято из буклета альбома «Tomorrow’s Modern Boxes».
- Том Йорк — музыка, вокал; советы по художественному оформлению (указан под никнеймом Tchocky)
- Найджел Годрич — производство, издание
- Колин Гринвуд — запись битов в треке «Guess Again!»
- Боб Людвиг — мастеринг
- Стэнли Донвуд — обложка («заполненные и вырытые дыры»)

| Чарты (2015)                                    | Позиция |
| ----------------------------------------------- | ------- |
| US Billboard Танцевальные / Электронные Альбомы | 13      |